# 웨이웨이캠
웨이웨이캠(Weiweicam)은 '북경공항 예술가 감금사건' 으로부터 정확히 1년째인 2012년
4월 3일 예술가 아이 웨이웨이에 의한 셀프감시카메라 프로젝트이다.
아이 웨이웨이 에 의하면 15 여개의 감시카메라가 북경에 소재한 그의 저택 곳곳을 모두
감시하고 있다고 한다. 그는 중국 정부의 투명성을 제고 시키기 위한 상징적 의미로서
본인을 보다 엄격한 감시 하에 두는 퍼포먼스를 행한다고 설명했다. 웨이웨이캠 (Weiweicam) 은 웹사이트
weiweicam.com에서 24시간 실시간 공개상영 되도록 4개의 웹카메라로 구성되었다.
상영 당시 무려 5200만여명의 접속 방문 회수를 달성한 이 웹사이트는 상영 시작 46시간 후
중국정부에 의해 접속 차단 명령을 받았다.